# Twiberi
Twiberi (gruz. ტვიბერი) – lodowiec z południową ekspozycją zlokalizowany na północy Gruzji w regionie Swanetia na południowym  zboczu Kaukazu w dorzeczu rzeki o tej samej nazwie.

## Rozmiar
Zasięg i rozmiar lodowca Twiberi na przestrzeni lat malały, co obserwowano dla lodowców Kaukazu już od roku 1810.
W latach 80. XIX wieku powierzchnia lodowca wynosiła około 49 km² z jęzorem lodowcowym na wysokości 2030 m n.p.m. będąc w tym czasie największym lodowcem Gruzji (obok lodowca Caneri). Do połowy XX wieku lodowiec Twiberi tworzył jeden system połączonych lodowców dolinnych. Przez kolejne lata w wyniku globalnego ocieplenia zasięg i struktura lodowca drastycznie się zmieniały.
W 1960 powierzchnia Twiberi wynosiła około 24,7 km² co spowodowane było m.in. „odłączeniem” się jego wschodniej odnogi – Kwitlodi, która stała się tym samym osobnym lodowcem (powierzchnia Kwitlodi w 1960 wynosiła 12,2 km²). Jęzor lodowca znajdował się na wysokości 2140 m n.p.m. – jednocześnie w wyniku nagromadzenia się na jego powierzchni zwietrzeliny o grubości około 1 m proces ablacji został znacząco spowolniony.
W 2005 powierzchnia lodowca wynosiła 23 km² z językiem lodowcowym na wysokości 2200 m n.p.m. przy długości 7,8 km.
Od lat 80. XIX wieku do roku 2014 lodowiec cofnął się o około 4,1 km „rozpadając” się na lodowce: Seri, Asmaszi, Toti, Iriti, Liczati, Laschedari i Dzinali.